# تباين أقصى
قياس التباين الأقصى (MaxDiff) هو أحد نماذج الاختيار المنفصل، وقد قدمه جوردان لوفير للمرة الأولى عام 1987، عندما كان في جامعة ألبرتا. ونُشرت أوراق العمل والمنشورات الأولى في بداية تسعينيات القرن الماضي. وفي نموذج قياس التباين الأقصى، يُعرض على المُشاركين في استطلاع الرأي مجموعة من العناصر الممكنة، ثم يُطلب منهم تحديد أفضل العناصر وأسوأها (أو ألأكثر أهمية والأقل أهمية، أو الأكثر جاذبية والأقل جاذبية، إلخ). وطبقًا لجوردان لوفير، يفترض نموذج قياس التباين الأقصى قيام المستجيبين بتقييم جميع الأزواج الممكنة من العناصر في المجموعة المعروضة واختيار الزوج الذي يعكس أقصى اختلاف في الأهمية أو الأفضلية. ومن الممكن أن نعتبر قياس التباين الأقصى أحد أشكال طريقة المقارنات الزوجية. لنفترض وجود مجموعة يقوم فيها المستجيب بتقييم أربعة عناصر: أ، ب، ج، د. وعندما يقول المستجيب أن العنصر أ هو الأفضل، وأن العنصر د هو الأسوأ فإن هاتين الإجابتين تخبرانا بوجود ست مقارنات زوجية ضمنية:
أ > ب، أ > ج، أ > د، ب > د، ج > د
والمقارنة الزوجية الوحيدة التي لا يُمكن الاستدلال عليها بهذه الطريقة هي المقارنة بين العنصر ب والعنصر ج. وبالتالي، فإن نموذج قياس التباين الأقصى يساعد على استنتاج سبع مقارنات من عشر مقارنات زوجية ضمنية، من خلال الاختيار بين خمسة عناصر فقط. كما أن استطلاعات الرأي التي تتم طبقًا لنموذج قياس التباين الأقصى تكون سهلة الفهم نسبيًا لدى معظم المستجيبين. وعلاوة على ذلك، فإن قدرة الإنسان على تقييم الأشياء شديدة التناقض تكون أفضل بكثير من قدرته على التمييز بين الأشياء متوسطة الأهمية أو الأفضلية. ونظرًا لأن كل الردود تتضمن الاختيار بين العناصر بدلاً من إظهار مدى الإعجاب بها، لا توجد أية فرصة لتحيز استخدام المقياس.
في عام 1938، قدم ريتشاردسون طريقة اختيار يتم فيها الجمع بين الأشياء الأكثر تشابهًا والأشياء الأكثر اختلافًا في مجموعات ثلاثية. وفي هذه الطريقة، يُمكن أن نطلق على الجزء الذي يشتمل على أكثر الأزواج اختلافًا اسم «التباين الأقصى»، في مقابل طريقة «الأكثر والأقل» أو «الأفضل والأسوأ»، والتي تشمل على أكثر الأزواج اختلافًا واتجاه الاختلاف أيضًا. بالإضافة إلى ذلك، تمكن كلٌ من إنيس ومولين وفريجتيرز (1988) من ابتكار نموذج قياس ثرستوني (نسبةً إلى العالم لويس ليون ثرستون) لطريقة ريتشاردسون الثلاثية، بحيث يُمكن قياس النتائج في ظلِ افتراضات طبيعية عن العنصر المدرك. وتنتمي طريقة ريتشاردسون الثلاثية وطرق «الأكثر والأقل» إلى فئة الطرق التي لا تحتاج إلى تقدير المعامل المعرفي، كما يحدث في تحليل البيانات التصنيفية. كما تتضمن الطرق الأخرى في هذه الفئة طرق الاختيار الجبري ثنائي وثلاثي البدائل والطريقة المثلثية والطريقة الثنائية-الثلاثية والطرق الرباعية المحددة وغير المحددة. وتحتوي جميع هذه الطرق على نماذج قياس ثرستونية مطورة جيدًا. كما يوجد العديد من العمليات الممكنة التي يمكن أن يتم اختيار الأكثر-الأقل من خلالها، بما في ذلك المقارنات الزوجية والتصنيفات، ولكن لا يعرف كيفية التوصل إلى قرار.

## العملية
الخطوات الأساسية هي:
- اختيار المنتجات المراد اختبارها
- عرض المنتجات على المستهلكين المُحتملين (بطريقة نصية أو مرئية)
- اختيار المستجيبين للأفضل والأسوأ من كل مهمة
- إدخال البيانات من العينة التمثيلية الخاصة بالعملاء المحتملين في برنامج إحصائي واختر عملية تحليل التباين الأقصى. وسيقدم البرنامج وظائف نفعية لكل ميزة. وبالإضافة إلى درجات المنفعة، يمكنك أيضًا طلب بعض الإحصاءات البدائية، والتي ببساطة ستقوم بحساب العدد الكلي للمرات التي تم اختيار المنتج فيها كأفضل وأسوأ منتج. وتشير دوال المنفعة هنا إلى القيمة المتصورة للمنتج على مستوى فردي، ومدى حساسية تصورات المُستهلك وأفضلياته لتغيير خصائص المنتج.

## لماذا تستخدم نموذج قياس التباين الأقصى؟
على الجانب الآخر، يجبر نموذج قياس التباين الأقصى المستجيبين على الاختيار من بين الخيارات، وفي الوقت نفسه القيام بتصنيفها، وبالتالي تتضح الأهمية النسبية للأشياء التي يتم تصنيفها.

## التحليل
يتم تقدير دوال المنفعة باستخدام تحليل الاختيار المنفصل متعدد الحدود، وخصوصًا الانحدار اللوجستي متعدد الحدود. ويمكن استخدام العديد من الخوارزميات في عملية التقدير هذه، مثل الإمكانية القصوى والشبكات العصبونية ونموذج بايز الهرمي. ويعتبر نموذج بايز الهرمي مناسبًا جدًا في هذه الحالة لأنه يسمح بالاقتراض عبر البيانات.

## البرامج
- برنامج ساوتوث (التصميم والتحليل)
- لاتينت جولد (التحليل)
- كيو (Q) (التحليل)

## وصلات خارجية
- Almquist، Eric؛ Lee، Jason (أبريل 2009)، What Do Customers Really Want?، Harvard Business Review، مؤرشف من الأصل في 2015-05-19، اطلع عليه بتاريخ 2010-02-15
- Cohen, Steve and Paul Markowitz (2002), “Renewing Market Segmentation: Some New Tools to Correct Old Problems,” ESOMAR 2002 Congress Proceedings, 595-612, ESOMAR: Amsterdam, The Netherlands.
- Cohen, Steve (2003), “Maximum Difference Scaling: Improved Measures of Importance and Preference for Segmentation,” 2003 Sawtooth Software Conference Proceedings, Sequim, WA.
- Ennis, Daniel M, Kenneth Mullen, and Jan E.R. Frijters. (1988). "Variants of the method of triads: Unidimensional Thurstonian models," British Journal of Mathematical and Statistical Psychology, 41, 25-36.
- Richardson, M.W. (1938). "Multidimensional psychophysics," Psychological Bulletin, 35, 659-660.
- Louviere, J. J. (1991), “Best-Worst Scaling: A Model for the Largest Difference Judgments,” Working Paper, University of Alberta.
- Thurstone, L. L. (1927), “A Law of Comparative Judgment,” Psychological Review, 4, 273-286.